# Bitwa koło Tolvajärvi
Bitwa koło Tolvajärvi – bitwa stoczona 12 grudnia 1939 roku, między wojskami fińskimi a Armią Czerwoną. Bitwa była pierwszym większym zwycięstwem wojsk fińskich podczas wojny zimowej.

## Przed bitwą
Po wybuchu wojny zimowej 30 listopada 1939 roku wojska fińskie rozpoczęły na północ od jeziora Ładoga przygotowania do odwrotu przed silniejszym wrogiem. Nie podejrzewano, że Armia Czerwona może wprowadzić duże zgrupowania piechoty w trudnym, prawie bezdrożnym terenie, lecz Sowieci wystawili całą dywizję, która atakowała wzdłuż drogi między Suojarwi a jeziorem Tolvajärvi. Atak radziecki spowodował duże zagrożenie dla linii komunikacyjnych fińskiego IV Korpusu Armijnego. Żeby zmierzyć się z tym zagrożeniem fińskie dowództwo stworzyło Grupę "Talvela" dowodzoną przez pułkownika Paavo Talvela.

## Siły obu stron
Fińska Grupa "Talvela" składała się z 16. Pułku Piechoty (IR 16) dowodzonego przez Aaro Pajari, Oddziału "Räsänen", który składał się z czterech samodzielnych batalionów – ErP 9, ErP 10, ErP 112 i PPP 7 oraz jednego batalionu z 6. Pułku Artylerii.
139. Dywizja Strzelecka Armii Czerwonej, dowodzona przez generała Bielajewa, składała się z 718., 609. i 364. Pułku Strzeleckiego.

## Plan
Fiński plan zakładał wzięcie radzieckiej dywizji w dwa ognie na zamarzniętych jeziorach Hirvasjärvi i Tolvajärvi (järvi oznacza po fińsku jezioro). Północny atak na Hirvasjärvi miał się rozpocząć o godz. 8:00 rano, a drugi miał się rozpocząć po tym jak pierwszy odnosiłby sukcesy. Później zmieniono to i obydwa ataki miały się rozpocząć o 8:00 rano.

## Bitwa

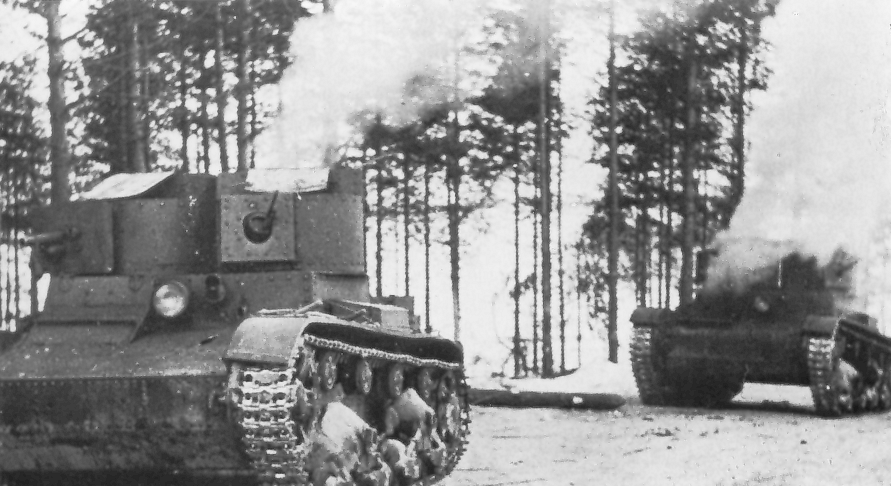
Radzieckie czołgi T-26 podczas bitwy

Północna grupa, która składała się z dwóch batalionów bardzo szybko napotkała radziecki opór. De facto napotkały one radziecki 718. Pułk Strzelecki, który sam przygotowywał się do ataku na fińską flankę. Około południa fińscy żołnierze wycofali się do swoich pozycji wyjściowych. Mimo że atak zakończył się porażką, to powstrzymał on 718. Pułk Strzelecki od ataku na fińską flankę oraz od wysłania przez Rosjan posiłków na południe.
Podczas gdy drugi batalion z fińskiego 16. Pułku Piechoty (II/IR 16) przygotowywał się do ataku wzdłuż drogi został on zaatakowany przez radziecki 609. Pułk Strzelecki i Finowie musieli przerwać przygotowania do swojego natarcia. Finowie mogli i tak zaatakować po tym, jak dostali trochę wsparcia artyleryjskiego. Finowie kontynuowali swój atak przeciwko hotelowi, położonemu na wąskim półwyspie pomiędzy dwoma jeziorami. Pajari rozkazał, aby wysłać swoje rezerwy do kleszczowego ataku wokół hotelu. Budynek został w końcu zdobyty przez wojska fińskie, a w środku niego Finowie znaleźli ciało zabitego radzieckiego dowódcy pułkowego oraz wszystkie papiery należące do pułku.
W nocy Finowie wycofali się przez jezioro. Rankiem płk Talvela rozkazał ponowić atak i radziecka 139. Dywizja Strzelecka została odepchnięta i całkowicie zniszczona między 20 a 22 grudnia w pobliżu jeziora Ägläjärvi (ok. 20 km od Tolvajärvi). Podczas walk Finowie napotkali także radziecką 75. Dywizję Strzelecką, która próbowała wzmocnić 139. Dywizję Strzelecką.

## Po bitwie
Fińskie straty wyniosły ponad 100 zabitych i ok. 250 rannych. Radzieckie straty obliczane są na ponad 1000 zabitych oraz dużą liczbę utraconego sprzętu; działa dla dwóch baterii artyleryjskich, działa przeciwpancerne, ok. 20 czołgów (większość z nich stanowiły T-26) oraz 60 karabinów maszynowych. Bitwa była ważnym zwycięstwem ofensywnym dla Finów i bardzo ważna dla fińskiej armii w swojej całości.